# Grand Banks van Newfoundland

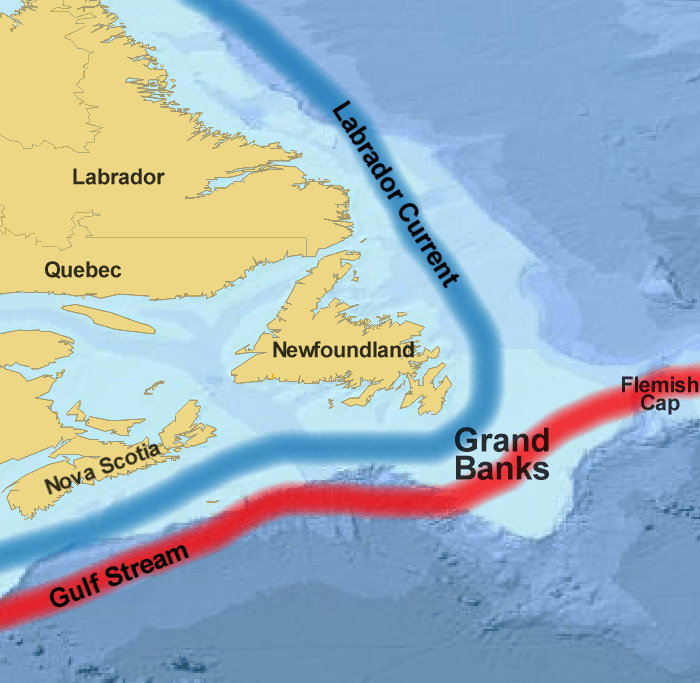
Kaart met de Grand Banks ten zuidoosten van Newfoundland

De Grand Banks van Newfoundland zijn een groep onderwaterplateaus ten zuidoosten van het Canadese eiland Newfoundland op het Noord-Amerikaanse continentaal plat. Deze gebieden zijn relatief ondiep, variërend in diepte van 15 tot 91 meter. De koude Labradorstroom vermengt zich hier met het warme water van de Golfstroom en veroorzaakt vaak extreem mistige omstandigheden.

## Geografie
De Grand Banks hebben een oppervlakte van ongeveer 280.000 km². Op 175 km ten oosten van Cape Race, de zuidoostelijke kaap van het schiereiland Avalon, liggen de Virgin Rocks. Deze groep rotsformaties ligt net onder het wateroppervlak; de meest ondiepe rots ligt op amper drieënhalve meter diepte. 
Net ten oosten van de Grand Banks ligt de Flemish Cap. Dat is een kleiner onderwaterplateau dat zo'n 42.000 km² groot is en van de Grand Banks gescheiden wordt door Flemish Pass. De Flemish Cap is weliswaar iets dieper gelegen en iets warmer dan de Grand Banks.

## Fauna
Door het mengen van deze wateren en de vorm van de oceaanbodem komen voedingsstoffen naar de oppervlakte. Deze omstandigheden hebben ertoe bijgedragen een van de rijkste visgronden ter wereld te creëren. Veelvoorkomende vissoorten zijn Atlantische kabeljauw, zwaardvis, schelvis en lodde. Het gebied ondersteunt ook grote kolonies zeevogels, zoals zee-eenden, Jan-van-Genten, stormvogels en pijlstormvogels en verschillende zeezoogdieren zoals zeehonden, dolfijnen en walvissen.
Overbevissing in de late 20e eeuw veroorzaakte de ineenstorting van verschillende soorten, met name kabeljauw, wat leidde tot de sluiting van de Canadese Grand Banks-visserij in 1992.

## Aardolie
Onder de zeebodem van de Grand Banks bevinden zich grote aardoliereserves. Er zijn drie belangrijke olievelden die geëxploiteerd worden, met name het Hiberniaveld, Terra Nova-veld en het White Rose-veld. De zware weersomstandigheden bij de Grand Banks zorgden onder andere voor de ramp van het halfafzinkbaar platform Ocean Ranger in 1982, waarbij alle 84 bemanningsleden omkwamen.